# Куявсько-Поморський університет у Бидгощі
Куявсько-Поморський університет у Бидгощі — університет із трьома факультетами . Дидактичний процес здійснюється в бакалавраті (1-й ступінь), магістратурі (2-й ступінь) та аспірантурі за кількома десятками напрямів. У 2020 році освітня пропозиція складалася з 11 напрямів навчання та приблизно 60 напрямів денної та заочної форми навчання . Найпрестижнішим напрямом навчання є юриспруденція (магістратура), яку університет веде як єдиний у Бидгощі. 
Куявсько-Поморський університет у Бидгощі працює на неприбутковій основі, що означає, що весь прибуток спрямовується на інвестиції. В рамках закордонного співробітництва бере участь у програмах LLP — Erasmus, Leonardo da Vinci та проводить закордонний обмін студентами та викладачами. Університет організовує національні та міжнародні конференції та наукові семінари. З 2005 року працює Видавництво KPSW з видання наукових публікацій .
Куявсько-Поморський університет має ряд медалей і відзнак, в тому числі Сертифікат «Надійна школа». У 2005 та 2006 роках вона займала перше місце в Бидгощі за рейтингом «Perspektywy» та «Rzeczpospolita» у категорії недержавних шкіл, що пропонують професійно-технічне та бакалаврське навчання. У 2011 році KPSW, як єдиний університет у Польщі, був обраний науковим партнером Ватиканського фонду Йозефа Ратцінгера- Бенедикта XVI, заснованого Папою 1 березня 2010 року. 
У наступні роки існування університету кількість студентів зросла з 521 у 2001 році до 1632 у 2003 році , а в 2008 році досягла 6220 осіб.
Тут розміщені факультети: педагогічний, філологічний і технологічний. Також є Міжнародний науково-освітній центр, Центр художніх виставок та Академічне інтернет-радіо МЕГАФОН. У 2009 році розпочалося будівництво другого крила кампусу. У 2011 році філологічний та технологічний факультети переїхали в нове крило. У 2012 році введено в експлуатацію третє крило студмістечка, в якому зараз знаходиться ректорат  . Нині будівля за адресою вул. Торунська є головною резиденцією університету, де, зокрема, Ректорат, всі кафедри та Головна бібліотека.

## Структура
- Юридичний, соціально-гуманітарний факультет
- Факультет медичних наук
- Факультет інженерно-технічних наук
- Інженерне навчання

## Викладацько-професорський склад
Серед знаних викладачів:
- Юзевич Володимир Миколайович (нар. 1951) — фізик, доктор фізико-математичних наук), професор, Фізико-механічний інститут імені Г. В. Карпенка НАН України.
- Ігор Огірко (нар. 1952) — математик, доктор фізико-математичних наук (1990), професор, Відмінник освіти України.